# Szentirmay Elemér

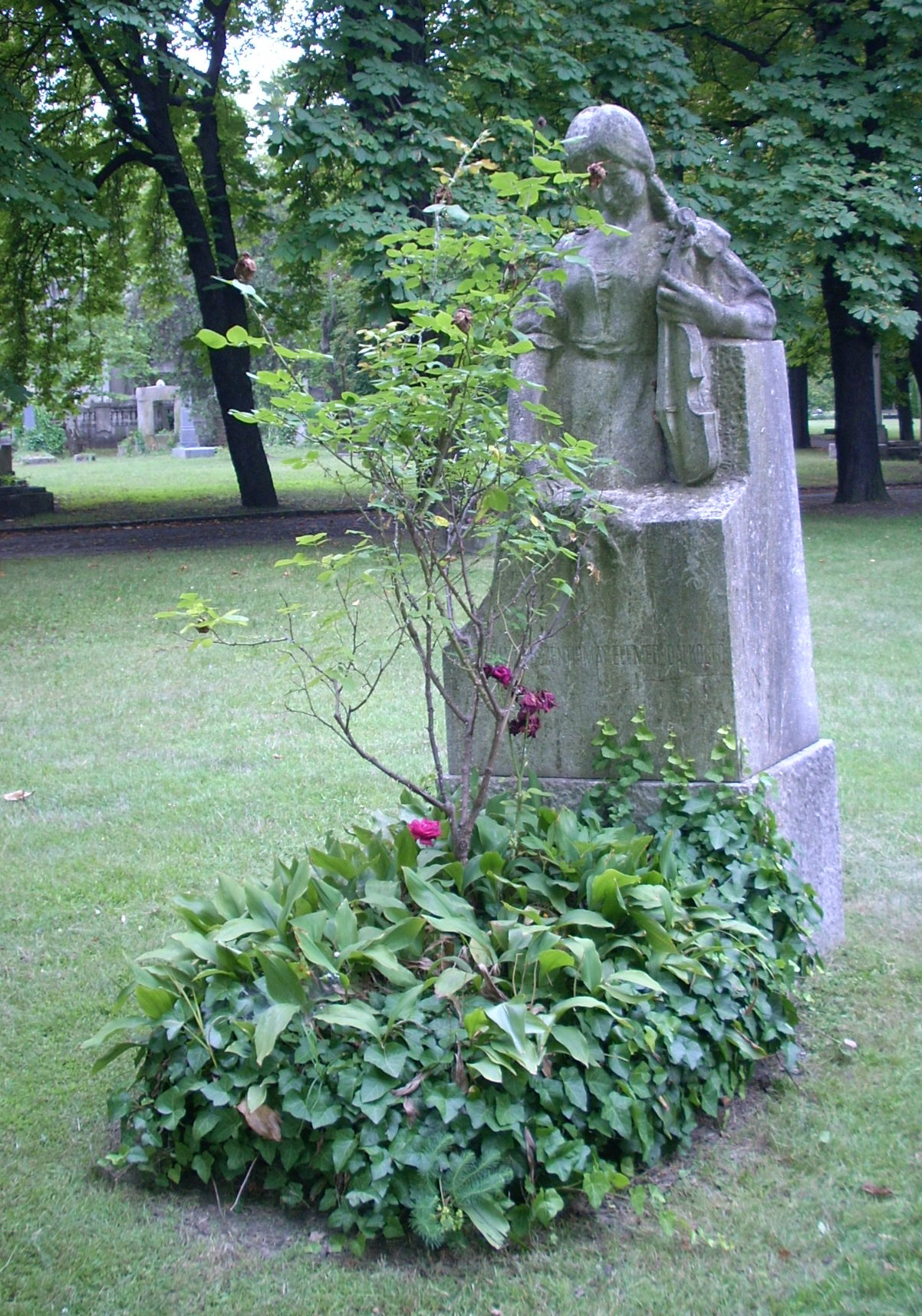
Szentirmay Elemér sírja a Kerepesi temetőben

Vadosfai és zsidi Németh János, művésznevén Szentirmay Elemér (Horpács, 1836. november 9. – Budapest, 1908. október 3.) magyar zeneszerző. Azon kevés zeneköltők közé tartozott, akiket Bartók Béla becsült, Kodály Zoltán pedig tanulmányozott és tanulmányozásra ajánlott. Kodály javaslatára Kerényi György egy nagy monográfiát írt róla, ami e szócikk alapja.
Bár más műfajokkal is próbálkozott, legtöbb műve zongorára és/vagy énekhangra írt dal, melyek száma meghaladja a másfél százat. Dalaihoz legtöbbször a szöveget is ő írta. A magyar zenei életben is tevékenyen részt vett; az országos magyar dalárdaegyesületnek több évig alelnöki tisztét viselte és később a ma is létező Liszt Ferenc Társaságnál is ezt az állást töltötte be, és mint ilyen, az ezzel legközelebb egyesült budapesti zeneművészi körnek is egyik alelnöke volt.
Legsikeresebb dalai:
- Csak egy szép lány
- Ne menj el (két dal Nyugszik a nap, alkonyodik és Budapesti kis barna kezdetű szöveggel. Az előbbi egy évvel később még egyszer megjelent Soldosné[2] által ujabban énekelt hat kedvelt dal 5. dalaként, a híressé vált Huzzad cigány szöveggel.)
- Plevna-nóta (zongorára)
- Is-is-is
- Jaj de édes (szöveg nélküli csárdás)
- Ez a kis lány azt hiszi
- Lehel dalai (Jaj! de habos Szellő lovam zablája, Ó, ne távozz édes).

## Németh János
Horpácson (Sopron vármegye) született, ahol apja, Németh Mihály kormányzó főtiszt volt Széchenyi Lajos gróf uradalmaiban. Alsóbb tanulmányait Székesfehérváron, a felsőbbeket Pesten végezte. 1861-ben megválasztották Fejér vármegyében esküdtnek és ugyanott később szolgabíró lett. Gazdatiszt volt Nagylángon, Nagycenken, végül Adonyban. A provizórium beálltával hivataláról leköszönt és alsószentiváni birtokára vonult és ott gazdálkodás mellett az irodalommal és zenével foglalkozott.
1861-ben megnősült. Felesége egy gazdag székesfehérvári nagykereskedő 22 éves lánya, Theiller Cesarina (a latin nyelvű esküvői meghívó szerint Theresia Theiler).
Szoros barátság fűzte Vajda Jánoshoz. A költő egyszer-egyszer kisegítette a szövegírásban, és ő írta a Vadász dal szövegét. Szertirmaynak ajánlotta Emlékkönyvbe (1861) című versét.
1862-ben egy tűzvész teljesen elpusztította szentiványi birtokukat. Németh János feleségével Pestre költözött, és megpróbált a tollából megélni: folyóiratok számára ír dalokat, elbeszéléseket, még egy színművet is. Miután így sem sikerült megélnie, 1863-ban visszaköltöztek Fehérvárra, és Németh fogalmazó ügyvédi segéd lett. 1865 elején ismét Pesten kapott állást: az első magyar általános biztosító társaságnál először központi főfelügyelő, később károsztályi főnök lett. A kérvény mellé benyújtott önéletrajza megmaradt az utókornak. Munkája során alkalma nyílt az ország különböző vidékeit beutazni. A magyar népdalok megismerésére, szerzésére és terjesztésére fordította szabadidejét.
A biztos állás mellett nem volt szüksége folyóirat-honoráriumokra: újra csárdásokat írt. Ekkor már a kiadók versengtek érte.
1868–69-től egyre több eredeti (vagy általa annak vélt) dalt alkalmazott zongorára. Ez egyúttal alkotói válságot is okozott nála, hiszen nem volt népdalgyűjtő, kottát írni és hangszerelni nem tudott (még zongorára sem), kottát olvasni is csak minimálisan, a dallamokat nem ő szerezte, vagyis alig volt szerepe a saját műveiben. A kiutat végül a népszínművek dalai jelentették számára.

## Elemér dalai
Németh János új életet kezdett. 1871-ben vette fel a Szentirmay Elemér művésznevet, nyilvánvalóan Jókai Mór: Egy magyar nábob című regényének hatására. Az új név mellett 1878-ig feltüntette a régit is. Az új műfajhoz új kiadóval szerződött. Az első 20 dalból álló gyűjteménye az Elemér dalai, amelyekből a kilencedik, a Csak egy szép lány világhírű lett.
Ugyanennek a műnek a hetedik dala is híressé vált. Szövege népi szöveg.
| Keresőd nem támogatja a hangfáljok lejátszását. Más opció: Hangfájl letöltése | Ez a kislány azt hiszi: szeretője elveszi; de azt ne várja tőle, semmi, semmi sem lesz belőle! |

Az Elemér dalainak első dalát, a Húzzad cigányt Munkácsy Mihálynak ajánlotta. A festő kedvenc nótája lett, és meg is örökítette egy rajzban. A dal akkor kezdett ismertté válni, amikor felvették Lukácsy Sándor Vereshajú (1877) című népszínművébe.
| Húzzad cigány, szivetjáró hangon szóljon a nótád, könnytől ázó, bús, halovány arcom legyen a kótád. Száraz fádnak minden húrja fájdalomtól reszkessen, hadd sirassam, hadd zokogjam hűtlenné vált kedvesem. | Azt mondják, hogy bűvös-bájos édenkert a szerelem, aztán mégis olyan sok bút, bánatvirágot terem; Rózsa helyett szúró tövis jutott nekem belőle, S addig vérzi hű szívemet, míg majd elhervad tőle. |

Szentirmay dalainak sikeréhez hozzájárult, hogy azok egy részét Blaha Lujza énekelte a Népszínházban.

## Liszt és Rubinstejn
Vay Sarolta grófnő megemlékezett egy estélyről, melyet Ravasz Ilonka rendezett Liszt Ferenc és az ő játékát hallani akaró Anton Grigorjevics Rubinstejn tiszteletére. Liszt játéka és az ünneplés után az ugyancsak meghívott Szentimrey Elemér (Ravasz Ilonka nagybátyja) ott a helyszínen írt két dalt, amit a grófnő által odahívott cigány egyszeri hallásra le is játszott. Rubinstejn el volt ragadtatva tőle, hogyan terem a magyar nóta és szöveg. A két dal: Esteledik, alkonyodik, rózsám haza készülődik, amelyet Túl a Tiszán Devecserbe kezdetű szöveggel később a magyar cigányzenészek Amerikába is elvittek.
| Túl a Tiszán, Devecserbe' Ketten ülnek egy nyeregbe. Ne menj át, maradj itt, Majd meglátod jobb lesz itt, Magad ülsz az ölembe. | Nem ülök én az öledbe, Hej' tudj' Isten ki ült benne. Tegnap a kert alatt, Sötét kőrisfa alatt Ki nézett a szemedbe. |

A másik dal: Jaj de habos Szellő lovam zablája. A Lehel dalai első dalaként jelent meg 1877-ben. Népi változatát Kiss Lajos lejegyezte népdalgyűjtés során 1927-ben Hódmezővásárhelyen.
| Jaj! de habos Szellő lovam szügye, zablája, négy stációt futott velem a szél nyomába. Messze lakik az én rózsám, haj, de érte átvágtatnám ezt a kerek világot. | Kocsmárosné, jó abrakot Szellő lovamnak, hadd egyék a hű pára, míg gazdája mulat; addig pihenj édes lovam, míg ezeret csókol rajtam az én gyöngyöm, galambom. |

## Időskora
Az 1880-as évek vége felé a népszínmű műfaja veszített a népszerűségéből. Szentirmay a Fehér galamb című népszínműhöz írt dalaival még nagy sikert aratott (köztük a Jázminbokor kihajlik az utcára), de ezután népszerűsége lassan csökkenni kezdett a műfajéval együtt. Az Is-is-is című dalával még egyszer nagy sikert aratott 1889-ben. Ezután férfikari művekkel, egy teljes népszínművel, vígjátékdalokkal próbálkozott. Utolsó művei az elmúlásról, temetőről szóló bánatos dalok.
1903-ban Cinkotára költözött.
Kodály Zoltán és Bartók Béla 1905–6-ban kezdte meg a népdalgyűjtéseket. Az írt „népdalokat” (mai szóhasználattal: népies dalokat) felváltották a néptől (pontosabban: a parasztemberektől) gyűjtött dalok, melyek az iskolákon keresztül a városokban is népszerűvé váltak.
1908. június 30-án a Népszínház bezárt. Szentirmay Elemér október 3-án meghalt.

## Dalok
Az opusszám nélküli művek egy része számozás nélkül jelent meg, más részüket ki sem adták. A címek az eredeti helyesírással. Egy mű több dalból állhat, ezekre műszám/dalszám alakban hivatkozunk.
1. Első szerelem (csárdás zongorára) 1853
2. A költő álma. Zongorára, 1854
3. Búcsú Hangok (Csillagmajori emlék, op. 9. zongorára) 1857
4. Czenki Emlék (zongorára, op. 10.) 1857
5. Jaj de édes! Jaj de jó! (op. 10. Csárdás) 1858
6. Kikiriki!!! (Népies csárdás, op. 14.) 1859
7. Napkelet-csárdás (zongorára, 1860)
8. Éljen az Alkotmány! (Csárdás zongorára, 1861)
9. Bokrétás kalapom, Csókolj meg kis galambom (csárdás zongorára) 1862
10. Huzzad cigány, busan szóljon a nótád (csárdás zongorára, 1862)
11. Vilma dalai 1863. Szöveg: Csukássi József.
12. Köny és Mosoly 1863. Szöveg: Kormos Béla
13. Szívhullámok (op. 55.) 1863
14. Csók-csárdás (op. 56.) 1863
15. Pöngetyüs csárdás, 1863
16. Szorítsd hozzád nem anyád!… (magyar nóta, op. 58.) 1863
17. Pásztor-dalok (op. 59. 1863. Szöveg: Vecsey Sándor
18. Boldog órák (Kadarkúti emlék, op. 63.)
19. Édes titkok (magyar nóta zongorára) 1865
20. Bú-dal (op. 65.) 1865
21. Piros rózsa (dal, op. 66.) 1865. Szöveg: Tolnay Lajos
22. Csehbogár (népies csárdás feldolgozása zongorára) 1865
23. Merkur Csárdás (zongorára, op. 84.) 1866
24. Szerelem dalok 1866. Szöveg: Petőfi Sándor és Ormodi Bertalan.
  - 2. Tíz pár csókot egy végből
25. Poharazás mellett (népies dallamok átdolgozása zongorára. op. 86.) 1866–67
26. Ilonka csárdás (zongorára, op. 87.) 1867
27. Ne bántsd a magyart (Eredeti magyar nóta régi stylben[4] átírása zongorára, op. 88.) 1867
28. Öt Forintos (Eredeti magyar nóták zongorára, op. 90.) 1867
29. Lajos bácsi notája (Kossuth induló, op. 92.) 1867. Szöveg: Kunsági
30. Amit a Nők Legjobban Szeretnek (ábrándos magyar nóták zongorára, op. 95.) 1867. Korábbi műveiben már megjelent dalok
31. Jaj be pompás!! (Eredeti magyar nóták zongorára, op. 96.) 1868
32. Alexandra csárdás (zongorára. op. 91.)
33. Szép menyecske nótái! (csárdások átírása zongorára)
34. Tulsó soron vana mi házunk… és Kikirics bokor a kertbe') Eredeti 2 magyar nóta, 5 kedvelt frissel, zongorára átírta és szerzé Németh János. Op. 97.) 1869
35. Sárga liliom (népies magyar nóta zongorára. op. 98.) 1870
36. Angyalok nótája (andalgó palotás és 3 friss zongorára. op. 99.) 1870
37. A 100adik Nóta (op. 100.) 1871
38. Sárga ugorka, zöld a levele (népies dallamok zongorára) 1872–72
39. Elemér Dala! (zongorára) 1874
40. Elemér dalai (20 dal, több szövegíró) 1875, 20 dal, köztük:
  - 1. Huzzad cigány
  - 7. Ez a kislány azt hiszi
  - 9. Csak egy szép lány
41. Ne menj el… Budapesti kis barna (dalok zongorára) 1876
42. Két kedvelt dal A „Két menyegző” című népszínműből (zongorára. op. 128.) 1877
43. Lehel dalai (zongora 's énekre. op. 129.) 1877, 3 dal, az első: Jaj! de habos Szellő lovam zablája
44. Hadd szóljék hat az a csöndes'… (zongorára. op. 131.) 1877
45. Dalok a török–magyar barátságról // Plevna nóta (zongorára. op. 130.) 1877
46. Soldosné[2] által ujabban énekelt hat kedvelt dal (zongorára és énekhangra. op. 132.) 1877
47. Mit tehet a kis lány róla? (zongorára és énekre. op. 133.) 1878
48. Compositions hongroises originales pour piano (zongorára. Az 1878-as párizsi kiállításra kiadott kisalakú füzet)
49. Riczacza (két eredeti dal énekhangra zongorakísérettel. op. 134.) 1878–79
50. „Nótás Kata” (Győry Vilmos népszínművének összes eredeti dala énekhangra zongorakísérettel) 1879
51. A legény bolondja (Kóródi Péter[5] népszínművének 16 kedvelt dala énekhangra és zongorára, ebből 4 Szentirmayé.) 1880
52. Zengő bokor (6 dal énekhangra zongorakísérettel. Op. 136.) 1880–81
53. Az öregbéres (Győry Vilmos népszínművének eredeti dalai énekhangra zongorakísérettel) 1881
54. Fehér rózsa, piros rózsa (két eredeti dal énekhangra, zongorakísérettel. Op. 138.) 1882
55. Szívhullámok (10 eredeti dal) 1883–84
  - 3. Jázminbokor kihajlik az utcára
56. „A vadgalamb” (Gerő Károly népszínművének összes eredeti dala énekhangra és zongorára.) 1885
57. Pásztortűz mellett (10 eredeti dal. Op. 141.) 1885–87
58. Czinczog a kis egér (két eredeti dal énekhangra zongorakísérettel. Op. 142.) 1885–87
59. Eredeti magyar dalfüzér. 1885–87
60. „Égő szerelem” (hat eredeti magyar dal énekhangra vagy zongorára. Op. 143.) 1885–87
61. A Segítség – Album dalai. 1887
62. Bukovay Absentius (kedvelt nótái énekhangra vagy zongorára. Op. 144.) 1887–89
63. Köny és Mosoly (10 eredeti dal énekhangra vagy zongorára. Op. 145.) 1887–89, 8. dal: Is-is-is
64. (téves)
65. Gyere haza Kossuth Lajos (op. 146.) 1887–89
66. „Éjjel az erdőn” (Rákosi Jenő és Beniczky Bajza Lenke összes eredeti dala. Op. 147.) 1889
67. „Magyar Hazánk Dalgyöngyei” (Két eredeti dal.) 1889
68. Postás Klári (Berczik Árpád népszínművének kedvelt dalai) 1891
69. Mókázó nóták (négy dal. Op. 149.) 1891–92
70. Szervusz babám, galambom (tréfás nóta és még két magyar dal. Op. 150.) 1891–92
  - Ha nincs eső, nincsen sár
  - Édesanyám, ha megöl a bubánat
  - Csiricsári, csiricsári
71. Mulat a betyár. 1892
72. Budapesti nóták (10 dal énekhangra és zongorára. Op. 151.) 1893
73. Kossuth sírja (férfikar) 1896
74. Betyár-dal (4 dal férfinégyesre) 1897
75. Barna legény, csí, csí, csí 1899
76. Száll a kis pillangó (énekre és zongorára) 1899
77. Csali legény, volna kedve (énekre és zongorára) 1900
78. Volt-e szived, volt-e lelked (énekre és zongorára) 1899
79. Fúj a szél, fuj a szél (az „Arany Kakas” vígjátékból. 1900
80. Ne kérj, rózsám, ne, ne, ne (énekre és zongorára) 1900
81. Szerelem-dal (énekre és zongorára) 1901
82. Három dal (énekhangra zongorakísérettel. Op. 161.) 1901–2
83. Kakuk dal (énekre és zongorára) 1902
84. Gyere haza, vár a fészked (ének és zongora. Szöveg: Vidor Marci.) 1902
85. Az árva legény panasza (énekre és zongorára) 1903
86. A kis Panni (férfikarra) 1903
87. Rám suhintott haragjában (énekre és zongorára) 1903
88. Nem értett meg soha engem ez a világ (énekre és zongorára) 1904

## Népszínművek
A dalok egy részét Szentirmay népszínmű számára írta, máskor a zene összeállítója tette bele, sokszor Szentirmay tudtán kívül. A zenei betétek gyakran változtak az előadás idején népszerű dallamokra, és gyakran az eredeti dalszövegek is változtak a cselekményhez igazodva. Gyakran a kéziratos és nyomtatott szövegkönyv és vezérkönyv eltér egymástól.
| Bemutató                                          | Cím                    | Szerző                   | A zene összeállítója             | Dal                              | Dalcím                                         | Megjegyzés |
| ------------------------------------------------- | ---------------------- | ------------------------ | -------------------------------- | -------------------------------- | ---------------------------------------------- | --- |
| 1874                                              | A háromszéki leányok   | Kolozsváry Gyula         |                                  | 39                               | Csak egy szép lány                             | A bemutató szöveg- és vezérkönyvéből egyaránt hiányzik a dal, így lehet, hogy később került bele.                                                                                        |
| 1875.01.15 Nemzeti színház 1875.11.19. Népszínház | A falu rossza          | Tóth Ede                 | Erkel Gyula                      | 40/7                             | Ez a kis lány azt hiszi                        | Erre gyertek, itt az út és Ez a kislány eladó szöveggel |
| 1875.01.15 Nemzeti színház 1875.11.19. Népszínház | A falu rossza          | Tóth Ede                 | Erkel Gyula                      | 39                               | Csak egy szép lány                             | szöveg nélkül, hallás után lejegyzett változatban |
| 1876.12.02.                                       | A két menyegző         | Csepreghy Ferenc         | Erkel Gyula                      | 42/1                             | Csipkebokor fonnyad                            | Mikor nekem muzsikálnak. Más szöveget írt a szövegíró, mást énekeltek a színpadon, harmadik szöveggel jelent meg a kotta.                                                                |
| 1876.12.02.                                       | A két menyegző         | Csepreghy Ferenc         | Erkel Gyula                      | 42/2                             | „Ratata”-nóta                                  | a kéziratos vezérkönyvbeli szöveg: Kislány a nevem, a kinyomtatottban nem szerepel. Feltehetően utólagos betoldás, és maga Szentirmay módosította Szőke kislány az én rózsám, ratata-ra. |
| 1876.12.02.                                       | A két menyegző         | Csepreghy Ferenc         | Erkel Gyula                      | 15/2                             |                                                | csak a kéziratos vezérkönyvben szerepel. Mindkettő zongoradarab, címe csak a két teljes műnek van, az egyes daraboknak nincs.                                                            |
| 1876.12.02.                                       | A két menyegző         | Csepreghy Ferenc         | Erkel Gyula                      | 22/1                             |                                                | csak a kéziratos vezérkönyvben szerepel. Mindkettő zongoradarab, címe csak a két teljes műnek van, az egyes daraboknak nincs.                                                            |
| 1877.06.02.                                       | A vereshajú            | Lukácsy Sándor           | Erkel Elek                       | 40/1                             | Huzzad cigány                                  | csak a második versszak (Azt mondják, hogy…). |
| 1877.06.02.                                       | A vereshajú            | Lukácsy Sándor           | Erkel Elek                       | 34/1                             |                                                | Túlsó soron esik az eső. Az eredeti mű zongoradarab cím és szöveg nélkül. |
| 1877.12.14.                                       | A sárga csikó          | Csepreghy Ferenc         | Erkel Elek                       | 41/1                             | Túl a Tiszán, Devecserbe'                      | |
| 1877.12.14.                                       | A sárga csikó          | Csepreghy Ferenc         | Erkel Elek                       | 41/2                             | Budapesti kis barna                            | Csongorádi kis barna szöveggel |
| 1878.11.22.                                       | A piros bugyelláris    | Csepreghy Ferenc         | Erkel Elek                       | 47/6                             | Három rózsa egy sorjában                       | Híres város az Alföldön Kecskemét kezdetű szöveggel. Népi változata: Ritka búza, ritka árpa, ritka rozs.                                                                                 |
| 1879.02.02.                                       | Ágnes asszony          | Lukácsy Sándor           | Erkel Elek                       | 49/2                             | Ezerével terem                                 | |
| 1879.11.28.                                       | Nótás Kata             | Győry Vilmos             | Szentirmay Elemér                | 50/1                             | Fecskemadár…                                   | |
| 1879.11.28.                                       | Nótás Kata             | Győry Vilmos             | Szentirmay Elemér                | 50/2                             | Égszínű kék a nevelejts levele…                | |
| 1879.11.28.                                       | Nótás Kata             | Győry Vilmos             | Szentirmay Elemér                | 50/3                             | Nekem is lesz…                                 | |
| 1879.11.28.                                       | Nótás Kata             | Győry Vilmos             | Szentirmay Elemér                | 50/4                             | A szegény Mári nótája…                         | |
| 1879.11.28.                                       | Nótás Kata             | Győry Vilmos             | Szentirmay Elemér                | 50/5                             | Alkonyatkor alattomba'…                        | |
| 1879.11.28.                                       | Nótás Kata             | Győry Vilmos             | Szentirmay Elemér                | 50/6                             | Szálldogál a fecske…                           | |
| 1879.11.28.                                       | Nótás Kata             | Győry Vilmos             | Szentirmay Elemér                | 50/7                             | Azt kérdezed…                                  | |
| 1879.11.28.                                       | Nótás Kata             | Győry Vilmos             | Szentirmay Elemér                | 50/8                             | Akármennyi csillag ragyog az égen…             | |
| 1879.11.28.                                       | Nótás Kata             | Győry Vilmos             | Szentirmay Elemér                | 50/9                             | Szalmakazal beázott…                           | |
| 1879.11.28.                                       | Nótás Kata             | Győry Vilmos             | Szentirmay Elemér                | 50/10                            | Az anyám arra kér…                             | |
| 1879.11.28.                                       | Nótás Kata             | Győry Vilmos             | Szentirmay Elemér                | 50/11                            | Bú, bú, bú, bú…                                | |
| 1879.11.28.                                       | Nótás Kata             | Győry Vilmos             | Szentirmay Elemér                | 50/12                            | Pitypalaty nóta                                | Hullámos zöld buzába… |
| 1880.04.10.                                       | A legény bolondja      | Kóródy Pál               | Erkel Elek                       | 51/1                             | Elment az én babám                             | |
| 1880.04.10.                                       | A legény bolondja      | Kóródy Pál               | Erkel Elek                       | 51/2                             | Ha nekem nem adta Isten                        | |
| 1880.04.10.                                       | A legény bolondja      | Kóródy Pál               | Erkel Elek                       | 47/5                             | Had szidjon az irigy világ                     | Ami engem viditana… |
| 1880.04.10.                                       | A legény bolondja      | Kóródy Pál               | Erkel Elek                       | 51/3                             | Ez a legény kérdezi                            | |
| 1880.04.10.                                       | A legény bolondja      | Kóródy Pál               | Erkel Elek                       | 51/4                             | Jár a kis lány zöldleveles erdőben             | a litografált vezérkönyvbe utólag beírva |
| 1881.09.24                                        | A szép asszony kocsisa | Csepreghy Ferenc         | Erkel Elek                       | 40/4                             | Daru megjő meg a gólya                         | |
| 1882.11.19.                                       | Az igmándi kispap      | Berczik Árpád            | Erkel Elek                       | 52/4                             | Hét utca van                                   | A falunkban utca van vagy hét… |
| 1882.11.19.                                       | Az igmándi kispap      | Berczik Árpád            | Erkel Elek                       | 52/6                             | A rózsának tövise van                          | |
| 1881.12.17.                                       | Az öregbéres           | Győry Vilmos             | Szentirmay Elemér                | 53/1                             | Búza, búza…                                    | Aratók kara |
| 1881.12.17.                                       | Az öregbéres           | Győry Vilmos             | Szentirmay Elemér                | 53/2                             | Égő vörös…                                     | |
| 1881.12.17.                                       | Az öregbéres           | Győry Vilmos             | Szentirmay Elemér                | 53/3                             | Esti szellő                                    | |
| 1881.12.17.                                       | Az öregbéres           | Győry Vilmos             | Szentirmay Elemér                | 53/4                             | Hogyha kedves…                                 | |
| 1881.12.17.                                       | Az öregbéres           | Győry Vilmos             | Szentirmay Elemér                | 53/5                             | kinyílott a napraforgó…                        | |
| 1881.12.17.                                       | Az öregbéres           | Győry Vilmos             | Szentirmay Elemér                | 53/6                             | Utca, utca…                                    | |
| 1881.12.17.                                       | Az öregbéres           | Győry Vilmos             | Szentirmay Elemér                | 53/7                             | Betyárdal                                      | |
| 1881.12.17.                                       | Az öregbéres           | Győry Vilmos             | Szentirmay Elemér                | 53/8                             | Erdő, erdő…                                    | |
| 1881.12.17.                                       | Az öregbéres           | Győry Vilmos             | Szentirmay Elemér                | 53/9                             | Szeretlek, szeretlek…                          | |
| 1881.12.17.                                       | Az öregbéres           | Győry Vilmos             | Szentirmay Elemér                | 53/10                            | De fáin…                                       | Nem baj az a bankónak, ha kopott |
| 1882.05.04.                                       | Szép leányok           | Csiky Gergely            | Aggházy Károly                   | 40/4                             | Daru megjő meg a gólya                         | csak a kéziratos vezérkönyvben |
| 1882.05.27.                                       | A vörös sapka          | Vidor Pál                | Erkel Elek                       | 50/10                            | Az anyám arra kér…                             | |
| 1882.05.27.                                       | A vörös sapka          | Vidor Pál                | Erkel Elek                       | 52/2                             | Szeretni, szeretni…                            | |
| 1882.05.27.                                       | A vörös sapka          | Vidor Pál                | Erkel Elek                       | 53/10                            | De fáin…                                       | Nem baj az a bankónak, ha kopott |
| 1883.04.05.                                       | A száraz malom         | Vidor Pál                |                                  | 54/2                             | Várok, várok, addig várok                      | 2. versszak (Nem hiába' járok én) |
| 1883.04.05.                                       | A száraz malom         | Vidor Pál                | 54/1                             | Eltávozol kedves rózsám messzire | 2. versszak (Sebes felhő megy az égen)         | |
| 1885.01.10.                                       | Vadgalamb              | Gerő Károly              | Szentirmay Elemér                |                                  |                                                | |
| 1885.01.10.                                       | Vadgalamb              | Gerő Károly              | Szentirmay Elemér                | 56/10                            | Nádkerítés kidűlt-bedűlt                       | Szüretelők kardala: Barna kis lány piros borral… |
| 1885.01.10.                                       | Vadgalamb              | Gerő Károly              | Szentirmay Elemér                | 55/8                             | Tarka-barka szőrű kis czicza…                  | |
| 1885.01.10.                                       | Vadgalamb              | Gerő Károly              | Szentirmay Elemér                | 55/9                             | Hívom ki, csalom ki                            | |
| 1885.01.10.                                       | Vadgalamb              | Gerő Károly              | Szentirmay Elemér                | 56/7                             | Szólít a furulya                               | Messze szól a furulya hangja… |
| 1885.01.10.                                       | Vadgalamb              | Gerő Károly              | Szentirmay Elemér                | 56/8                             | Kék a kötőm kerületi                           | |
| 1885.01.10.                                       | Vadgalamb              | Gerő Károly              | Szentirmay Elemér                | 55/5                             | Fehér galamb szállt alája                      | |
| 1885.01.10.                                       | Vadgalamb              | Gerő Károly              | Szentirmay Elemér                | 56/3                             | Sötét felhők beborítják az eget                | |
| 1885.01.10.                                       | Vadgalamb              | Gerő Károly              | Szentirmay Elemér                | 56/6                             | Az én rózsám olyan leány, jujujuj              | |
| 1885.01.10.                                       | Vadgalamb              | Gerő Károly              | Szentirmay Elemér                | 55/3                             | Jázminbokor kihajlik az utcára                 | csak a kéziratos szövegkönyvben |
| 1885.01.10.                                       | Vadgalamb              | Gerő Károly              | Szentirmay Elemér                | 55/2                             | Egyszer volt egy legényke                      | csak a kéziratos szövegkönyvben |
| 1885.01.10.                                       | Vadgalamb              | Gerő Károly              | Szentirmay Elemér                | 56/5                             | Jó az isten, azt segíti                        | csak a kéziratos szövegkönyvben |
| 1885.01.10.                                       | Vadgalamb              | Gerő Károly              | Szentirmay Elemér                | 56/9                             | Nem kívánok én egy tavaszt                     | |
| 1885.01.10.                                       | Vadgalamb              | Gerő Károly              | Szentirmay Elemér                | 56/2                             | Gyűjtik a csordákat                            | |
| 1885.01.10.                                       | Vadgalamb              | Gerő Károly              | Szentirmay Elemér                | 56/1                             | A világ megváltozott                           | |
| 1885.01.10.                                       | Vadgalamb              | Gerő Károly              | Szentirmay Elemér                | 55/6                             | Mikor én a dalos madárt hallgatom              | |
| 1885.01.10.                                       | Vadgalamb              | Gerő Károly              | Szentirmay Elemér                | 55/4                             | A kisasszony azt gondolta magába               | |
| 1885.01.10.                                       | Vadgalamb              | Gerő Károly              | Szentirmay Elemér                | 56/4                             | Olvad a hó                                     | |
| 1885.01.10.                                       | Vadgalamb              | Gerő Károly              | Szentirmay Elemér                | 56/8                             | Kék a kötőm kerületi                           | |
| 1886.04.10.                                       | Felhő Klári            | Rátkay László            | Erkel Elek                       | 55/5                             | Fehér galamb szállt alája                      | |
| 1889.02.21.                                       | Ingyenélők             | Vidor Pál                | Szentirmay Elemér és Serly Lajos | 63/8                             | Is-is-is                                       | |
| 1889.02.21.                                       | Ingyenélők             | Vidor Pál                | Szentirmay Elemér és Serly Lajos | 63/9                             | Száll a madár, levél hullik                    | |
| 1889.02.21.                                       | Ingyenélők             | Vidor Pál                | Szentirmay Elemér és Serly Lajos | 63/2                             | Bécsi kendő lobogós                            | |
| 1889.09.27.                                       | Éjjel az erdőn         | Rákosi Jenő              | [ 10 ]                           | 66/függelék                      | Csak úgy jöttünk erre                          | |
| 1889.09.27.                                       | Éjjel az erdőn         | Rákosi Jenő              | [ 10 ]                           | 66/1                             | Hej, a szívnek parancsolni nem lehet           | |
| 1889.09.27.                                       | Éjjel az erdőn         | Rákosi Jenő              | [ 10 ]                           | 66/2                             | Nagy baj a legénynek                           | |
| 1889.09.27.                                       | Éjjel az erdőn         | Rákosi Jenő              | [ 10 ]                           | 66/3                             | Hej te Máli, Máli, Máli                        | |
| 1889.09.27.                                       | Éjjel az erdőn         | Rákosi Jenő              | [ 10 ]                           | 62/7                             | Fehér czipó, lágy a bele                       | |
| 1889.09.27.                                       | Éjjel az erdőn         | Rákosi Jenő              | [ 10 ]                           | 66/4                             | A hajamba tűzök piros tulipánt                 | |
| 1889.09.27.                                       | Éjjel az erdőn         | Rákosi Jenő              | [ 10 ]                           | 66/5                             | Ista Pista, ha pápista                         | |
| 1889.09.27.                                       | Éjjel az erdőn         | Rákosi Jenő              | [ 10 ]                           | 66/6                             | Egyszer volt egy öregasszony                   | |
| 1889.09.27.                                       | Éjjel az erdőn         | Rákosi Jenő              | [ 10 ]                           | 66/7                             | Mi az ujság Pestbudán?                         | |
| 1889.09.27.                                       | Éjjel az erdőn         | Rákosi Jenő              | [ 10 ]                           | 66/10                            | Páros madár lombos fán                         | |
| 1889.09.27.                                       | Éjjel az erdőn         | Rákosi Jenő              | [ 10 ]                           | 66/8                             | Szűz Mária-ének                                | |
| 1889.09.27.                                       | Éjjel az erdőn         | Rákosi Jenő              | [ 10 ]                           | 66/9                             | Legény kérdi: szeretném-e?                     | |
| 1889.09.27.                                       | Éjjel az erdőn         | Rákosi Jenő              | [ 10 ]                           | 60/5                             | Szere-szere-szerelem                           | |
| 1889.09.27.                                       | Éjjel az erdőn         | Rákosi Jenő              | [ 10 ]                           | 66/12                            | a, b, c, d, e…                                 | |
| 1889.09.27.                                       | Éjjel az erdőn         | Rákosi Jenő              | [ 10 ]                           | 66/11                            | Ha szántok is, ha vetek is                     | |
| 1889.09.27.                                       | Éjjel az erdőn         | Rákosi Jenő              | [ 10 ]                           | 67/1                             | Utcasoron jár a legyén nagy nyalkán            | |
| 1889.09.27.                                       | Éjjel az erdőn         | Rákosi Jenő              | [ 10 ]                           | 67/2                             | Csitt, csitt, csak lassan                      | |
| 1889.09.27.                                       | Éjjel az erdőn         | Rákosi Jenő              | [ 10 ]                           | 57/1                             | Senki fia az én nevem                          | |
| 1891.01.09.                                       | Postás Klári           | Berczik Árpád            | [ 10 ]                           | 68/5                             | A faluban a legszebb ház                       | |
| 1891.01.09.                                       | Postás Klári           | Berczik Árpád            | [ 10 ]                           | 68/1                             | A kislánytól ha kérdezik                       | |
| 1891.01.09.                                       | Postás Klári           | Berczik Árpád            | [ 10 ]                           | 68/4                             | A katona, ha magas is                          | |
| 1891.01.09.                                       | Postás Klári           | Berczik Árpád            | [ 10 ]                           | 68/2                             | Kis legényke egyre sugdos fülembe              | |
| 1893.08.21.                                       | A fogadott leány       | Zachariásné Kallós Ilona | Szentirmay Elemér                | 72/1                             | Suhog, suhog a szomorú fűz ága                 | |
| 1893.08.21.                                       | A fogadott leány       | Zachariásné Kallós Ilona | Szentirmay Elemér                | 69/II/2                          | Hijja, hijja, hijja a kismadár                 | |
| 1893.08.21.                                       | A fogadott leány       | Zachariásné Kallós Ilona | Szentirmay Elemér                | 57/5                             | Haj, amikor…                                   | |
| 1893.08.21.                                       | A fogadott leány       | Zachariásné Kallós Ilona | Szentirmay Elemér                | 72/5                             | Anyámasszony katonája, katonája                | |
| 1893.08.21.                                       | A fogadott leány       | Zachariásné Kallós Ilona | Szentirmay Elemér                | 72/7                             | Édesanyám, jaj be meg is sirattál              | |
| 1893.08.21.                                       | A fogadott leány       | Zachariásné Kallós Ilona | Szentirmay Elemér                | 58/1                             | Faluvégen kis házikó                           | |
| 1893.08.21.                                       | A fogadott leány       | Zachariásné Kallós Ilona | Szentirmay Elemér                | 69/I/1                           | A menyecske ha kacér                           | |
| 1893.08.21.                                       | A fogadott leány       | Zachariásné Kallós Ilona | Szentirmay Elemér                | 69/I/2                           | „Hová mégysz lelkem kis Tera?”                 | |
| 1893.08.21.                                       | A fogadott leány       | Zachariásné Kallós Ilona | Szentirmay Elemér                | 69/II/1                          | Pity-poty az a legény                          | |
| 1893.08.21.                                       | A fogadott leány       | Zachariásné Kallós Ilona | Szentirmay Elemér                | 72/8                             | Csak, csak, csak, kicsit csak                  | |
| 1893.08.21.                                       | A fogadott leány       | Zachariásné Kallós Ilona | Szentirmay Elemér                | 72/2                             | Budapesten az a szokás, a módi                 | |
| 1893.08.21.                                       | A fogadott leány       | Zachariásné Kallós Ilona | Szentirmay Elemér                | 72/3                             | Utcaszélen, ripittyom, jár a legény, ripittyom | |
| 1893.08.21.                                       | A fogadott leány       | Zachariásné Kallós Ilona | Szentirmay Elemér                | 72/9                             | Ezrével van tarka virág a réten                | |
| 1893.08.21.                                       | A fogadott leány       | Zachariásné Kallós Ilona | Szentirmay Elemér                | 72/10                            | Felhők között kis pacsirta énekel, énekel      | |
| 1893.08.21.                                       | A fogadott leány       | Zachariásné Kallós Ilona | Szentirmay Elemér                | 52/3                             | Gyászba borult az életem temiattad             | |
| 1893.08.21.                                       | A fogadott leány       | Zachariásné Kallós Ilona | Szentirmay Elemér                | 63/6                             | Hervadt levél búsan rezeg a fákon              | |
| 1893.08.21.                                       | A fogadott leány       | Zachariásné Kallós Ilona | Szentirmay Elemér                | 72/6                             | Leszállt az éj a falura, a falura              | |
| 1893.08.21.                                       | A fogadott leány       | Zachariásné Kallós Ilona | Szentirmay Elemér                | 72/4                             | Kialudt már végreményem egyetlen szép csillaga | |
| 1895.12.07.                                       | Asszonybecsület        | Tatárszky Gyula          |                                  | 69/I/1                           | A menyecske ha kacér                           | |
| 1895.12.07.                                       | Asszonybecsület        | Tatárszky Gyula          | 69/I/2                           | „Hová mégysz lelkem kis Tera?”   |                                                | |
| 1895.12.07.                                       | Asszonybecsület        | Tatárszky Gyula          | 69/II/2                          | Hijja, hijja, hijja a kismadár   |                                                | |
| 1895.12.07.                                       | Asszonybecsület        | Tatárszky Gyula          | 50/9                             | Szalmakazal beázott              |                                                | |
| 1895.12.07.                                       | Asszonybecsület        | Tatárszky Gyula          | 50/10                            | Az anyám arra kért engemet       |                                                | |

## Versek
Szentirmay a verseit nem gyűjtötte kötetbe. Csak azok maradtak meg, amelyeket valamelyik folyóirat közölt.
- Arcod liljom (1859, Nővilág, 146. oldal)
- Mint rövid nyáréji álom (Nővilág, 1860, 232. oldal)

## Írásai
Beszélyei, humoros cikkei, lírai költeményei, népdalai, tárcái, a Szépirodalmi Közlönyben (1858. 68. sz. A vidék skizzei), a Nagyvilágban (1859–60. beszélyek és költemények), a Hölgyfutárban (1862-63. költ. Heine után sat. elbeszélések és tárcák), a Fővárosi Lapokban (1865. II. beszély), a Családi Körben (1866. beszély), a Képes Világban (1866. beszélyek); írt még a Divatcsarnokba, Nefelejtsbe és a Lisznyai-Albumba. Költeményei közül többet lefordítottak idegen nyelvre is, így a Namenlose Blätterbe (Berlin, 1880.), a New York-i The Reeportba (1892).

## Egyéb műfajok

### Elbeszélések
- Csalódások 1859
- A kétszer megérdemelt nő
- A végzetes ember
- Magister Jacubus 1863

### Színmű
- Egy kis csel 1863. Vígjáték

### Bohózat
- Blumenthal es Kaldelburg: Az arany kakas. Fordította Fáy Béla. Szentirmay három kupléja nagy sikert aratott benne.

Írt még kuplékat, indulókat és férfikari műveket is. Szerkesztette a Lisznyai-Albumot (Pest, 1863)
A XIX. században sok dal szerzője nem ismert, így ha egy darabban Szentirmay neve előfordult szerzőként, sokszor neki tulajdonítottak nem általa írt műveket, néha még a Magyar Rádióban is. Ilyen dal pl. a Hullámzó Balaton tetején, Piros, piros, piros, Ritka búza, ritka árpa, ritka rozs.

## Emlékezete

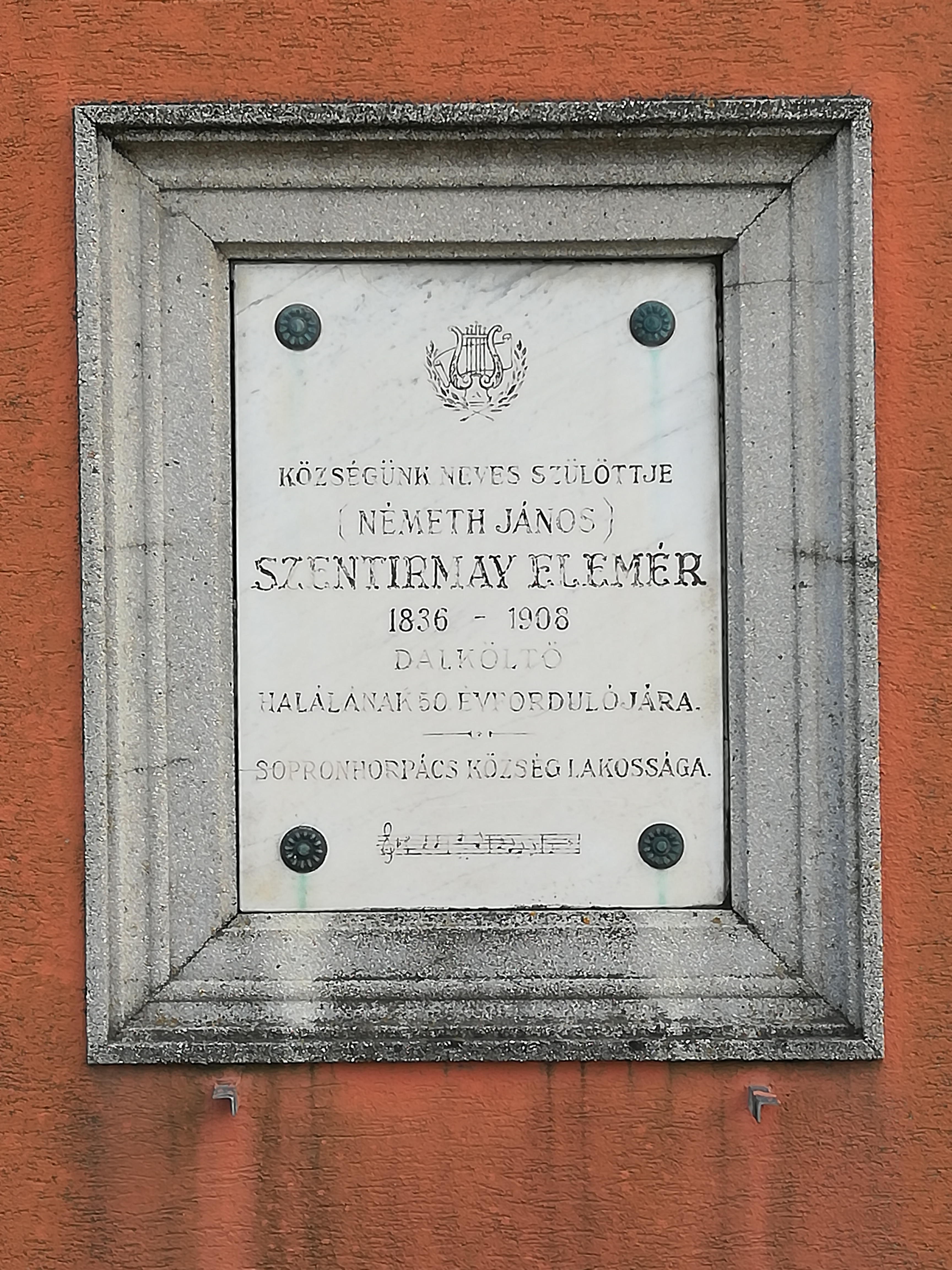
Szentirmay Elemér emléktáblája a sopronhorpácsi kultúrház falán

- Halálának 50. évfordulója (1958) óta tábla őrzi az emlékét szülőhelyén, Sopronhorpács művelődési házának homlokzatán.

## Felvételek
- Szentirmay Elemér:  Csárdáskettősök Szentirmay Elemér dalaiból: Túl a Tiszán Devecserbe, Szentendrei Klára, Pere János, kísér Balogh Albert cigányzenekara  YouTube (2016. január 31.)  (Hozzáférés: 2017. április 20.) (audió) 1:24-ig.